# قائمة زملاء الجمعية الملكية المنتخبين في 1708
هذه الصفحة تعرض قائمة زملاء الجمعية الملكية المُنتخبين لعام 1708.

## الزملاء
- Benjamin Pratt [الإنجليزية]‏
- إدوارد لويد [الإنجليزية]‏
- Philip Stanhope, 2nd Earl of Chesterfield [الإنجليزية]‏
- Thomas Milles (bishop) [الإنجليزية]‏
- Archibald Hutcheson [الإنجليزية]‏
- Richard Foley (politician) [الإنجليزية]‏
- Michelangelo Tilli [الإنجليزية]‏
- توماس غري [الإنجليزية]‏